# همایون‌رضا عطاردی
همایون‌رضا عطاردی (زادهٔ ۴ تیر ۱۳۴۹ در مشهد – درگذشتهٔ ۳ مرداد ۱۳۹۹ در تهران) موسیقی‌دان، آهنگساز و تهیه‌کنندهٔ سینما و تلویزیون اهل ایران بود.

## زندگی هنری
همایون‌رضا عطاردی در سال ۱۳۴۹ در مشهد متولد شد. او در رشتهٔ سینما، با گرایش تدوین، مدرک لیسانس خود را دریافت نمود و از سال ۱۳۶۶ فعالیت‌های موسیقی خود را به صورت جدی آغاز کرد. وی در سال ۱۳۸۱ جایزهٔ بهترین موسیقی نماهنگ را برای «وسعت عشق» از نهمین «جشنواره فیلم دفاع مقدس» دریافت کرد.
او همچنین در زمینهٔ تهیه‌کنندگی سینما و تلویزیون نیز فعالیت داشت و در بیست و هشتمین دوره جشنواره فیلم فجر برای تهیه‌کنندگی فیلم سینمایی «وقت بودن» (زندگی)، جایزهٔ ویژهٔ هیئت داوران را دریافت نمود.

## درگذشت
همایون‌رضا عطاردی، ۳ مرداد ۱۳۹۹ بر اثر ابتلا به ویروس کرونا درگذشت.

## آثار هنری
از جمله آثار همایون‌رضا عطاردی، به موارد زیر می‌توان اشاره نمود:

### موسیقی

#### فیلم سینمایی
- «فیلادلفی»، کارگردان: اسماعیل رحیم‌زاده، سیدمجتبی اسدی پور (۱۳۹۰)[۷]
- «دختران»، کارگردان: قاسم جعفری (۱۳۸۸)[۸]
- «پشت پردهٔ مه»، کارگردان: پرویز شیخ طادی (۱۳۸۳)[۹]
- «چوری»، کارگردان: جواد اردکانی (۱۳۷۹)[۱۰][۱۱]
- «آخرین نبرد»، کارگردان: حمید بهمنی (۱۳۷۶)[۱۲][۱۱]
- «آن مرد آمد»، کارگردان حمید بهمنی (۱۳۷۳)[۲]
- «رانندهٔ سفیر»، کارگردان شفیع آقامحمدیان و حبیب‌الله بهمنی (۱۳۷۲)[۱۳]
- «تلاش معکوس»، کارگردان علی عسگری (۱۳۷۲)[۲]
- «یک شب یک غریبه»، کارگردان حسین قاسمی جامی (۱۳۷۲)[۲]

#### سریال تلویزیونی
- «شب مهتاب»، کارگردان: شهرام باباپور (۱۳۸۸)[۱۴]
- «آواز در باران»، کارگردان: صدرالدین شجره (۱۳۸۷)[۱۵]
- «آدمخوار»، کارگردان: جواد مزدآبادی (۱۳۸۵)[۱۶]
- «با من قرار بگذار»، کارگردان: عباس مرادیان (۱۳۸۵)[۱۷]
- «زمانی برای خاکستر»، کارگردان: حمید بهمنی (۱۳۸۱)[۱۸]

#### فیلم تلویزیونی
- «دکان‌های پیامبری»، کارگردان: مهدی علی‌میرزایی (۱۳۸۸)[۱۹]
- «۲۳ گرم» کارگردان: جواد مزدآبادی (۱۳۸۶)[۲۰]

#### فیلم کوتاه[۲]
- «نخل سوخته»، کارگردان رضا سبحانی (۱۳۷۳)
- «زنگوله‌ها»، کارگردان داوود رسولیان (۱۳۷۳)
- «فرستاده»، کارگردان سید رحیم حسینی (۱۳۷۳)
- «شهر خورشید»، کارگردان سعید نژاد سلیمانی (۱۳۷۲)
- «دری به خانهٔ خورشید»، کارگردان عبدالستار کاکایی (۱۳۷۲)
- «پروانه خندید»، کارگردان امیر فیضی (۱۳۷۲)
- «حیات دیگر»، کارگردان حمید بهمنی (۱۳۷۲)
- «از شام تا بام»، کارگردان مسعود آب‌پرور (۱۳۷۱)
- «همه‌چیز رو به تغییر»، کارگردان: سید رحیم حسینی (۱۳۷۱)
- «جای خالی چیزی»، کارگردان ایراهیم عزیزی (۱۳۷۱)
- «باغ بهشت»، کارگردان سعید نژادسلیمانی (۱۳۷۱)
- «راز شهر شادی»، کارگردان عباس سجادی (۱۳۷۱)

#### فیلم مستند
- «داستان یک صعود» به همراه محمدرضا چراغعلی (۱۳۹۴)[۲۱]
- «سفر به بام ایران»، کارگردان حسن جوانبخت (۱۳۷۲)[۲]
- «تماشاگران آب»، کارگردان حسن جوانبخت (۱۳۷۲)[۲]
- «در قفس»، کارگردان محمد یارمحمدلو (۱۳۷۲)[۲]
- «شهر شب»، کارگردان: رضا تقدسی (۱۳۷۱)[۲]

#### تئاتر
- تله‌تئاتر «چرخ دنده»، کارگردان: قطب‌الدین صادقی (۱۳۸۴)[۲۲]

### تهیه‌کنندگی
- فیلم سینمایی «گیتی همسر علیرضا» به همراه عزت‌الله جامعی ندوشن (۱۳۹۸)[۲۳]
- فیلم سینمایی «وقت بودن» (با نام قبلی «زندگی»)[۲۴] به کارگردانی جلیل سامان (۱۳۸۹)[۲۵][۲۶]
- سریال تلویزیونی «با من قرار بگذار» به همراه سعید عدالت‌خواه (۱۳۸۵)[۲۷]
- سریال تلویزیونی «ناری گل» به همراه سعید عدالت‌خواه (۱۳۸۵)[۲۸]
- فیلم سینمایی «بالیوود» (۱۳۹۸) (مرحلهٔ شورای پروانه ساخت)[۲۹]

### کارگردانی
- انیمیشن «یک پله یک پله» (۱۳۸۷)[۳۰]
- برنامهٔ تلویزیونی «فاصله‌ها را کم کنیم» (۱۳۸۵)[۳۱]

#### فیلم‌نامه‌نویسی
- سینمایی «آنا»[۳۲]